# Maccabiadi

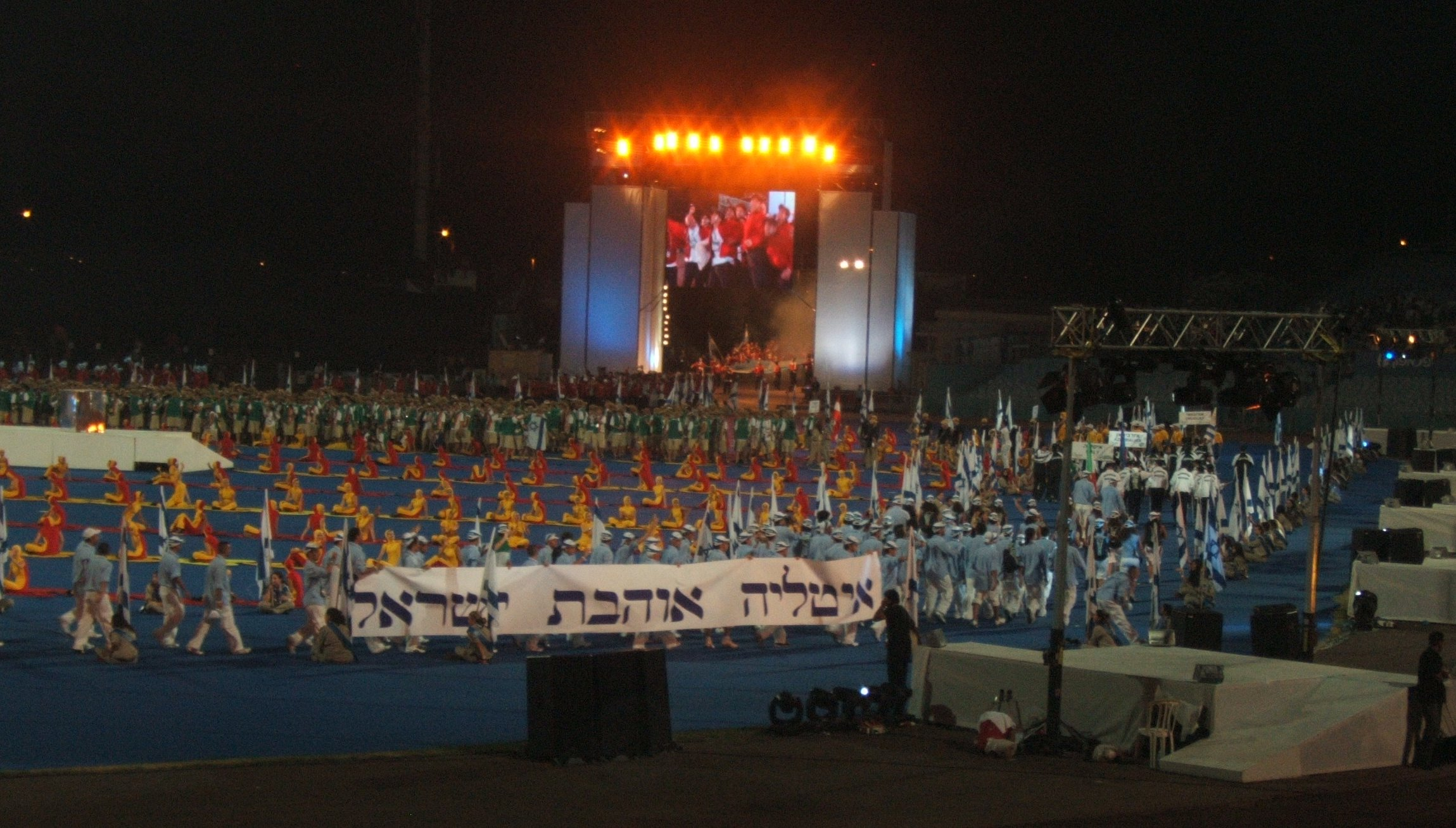
La cerimonia di apertura delle Maccabiadi 2005

Le Maccabiadi sono una manifestazione multisportiva, simile ai Giochi olimpici, nata in ambiente ebraico ed organizzata in Israele ed in Europa.

## Storia
Istituite nel 1932, le Maccabiadi si svolgono ogni due anni, alternativamente in Israele o in un paese europeo in cui esista un'associazione sportiva Maccabi. Le prossime competizioni si svolgeranno nel luglio 2019 in Ungheria, mentre i prossimi mondiali verranno svolti nel luglio del 2021 in Israele. Le Maccabiadi sono, tra quelli che prevedono numerose discipline, il settimo più grande evento sportivo dopo i Giochi olimpici, i Giochi Panamericani, i Giochi asiatici, i Giochi del Commonwealth, le Universiadi e i Giochi panafricani.
Originariamente concepite da Yosef Yekutieli, un quindicenne ispirato dai Giochi olimpici di Stoccolma 1912, i Giochi si sono svolti fin dal 1932, dopo quattordici anni di sviluppo da parte di Yekutieli e del Fondo Nazionale Ebraico. I primi giochi vennero aperti dal sindaco di Tel Aviv, Meir Dizengoff, con quasi 400 atleti provenienti da 18 nazioni, tra cui oltre 60 provenienti da nazioni arabe quali Siria ed Egitto.

## Precedenti competizioni

### In Israele
I Giochi si sono svolti all'incirca ogni quattro anni, in Eretz Yisrael, fin dal 1932.

#### XV Maccabiade
Le Maccabiadi del 1997 saranno ricordate dai partecipanti - e in genere dagli ebrei di tutto il mondo come i giochi funestati dal crollo di un ponte pedonale immediatamente prima della cerimonia di apertura, che fece cadere nel malsano fiume Yarkon degli atleti che stavano per entrare nello stadio di Ramat Gan, presso Tel Aviv.
Quattro australiani, Greg Small, Elizabeth Sawicki, Yetty Bennett e Warren Zines, rimasero uccisi, e numerosi furono i feriti.
Dopo l'incidente sia la cerimonia di apertura sia i giochi continuarono — gli spettatori furono informati del crollo e della morte di almeno un atleta — ma ovviamente con meno entusiasmo del previsto.
Vi furono numerose inchieste da parte sia israeliana sia australiana.

#### XVI Maccabiade
La cerimonia di apertura dell'edizione del 2001 si è tenuta a Gerusalemme al Teddy Stadium, mentre la ricostruzione del ponte crollato quattro anni prima e le indagini continuano.
È considerata un'edizione minore soprattutto per tre motivi: il numero dei partecipanti è stato significativamente più basso, in particolare dall'Australia (solo 170 atleti, nel 1997 erano circa 400); era in corso la seconda intifada (ed era appena avvenuto l'attentanto suicida alla discoteca del Delfinario di Tel Aviv, il peggiore evento dell'intifada, nel quale erano rimasti uccisi 21 israeliani, la maggior parte dei quali studenti); e non si era rimarginata la ferita causata dal crollo del ponte.

#### XVII Maccabiade
Per la prima volta dopo il 1997, un'edizione delle Maccabiadi, quella del 2005, è stata considerata un successo. A parte il solito disinteresse della società israeliana, il numero degli atleti è tornato a crescere e tre delle quattro famiglie dei morti del 1997 nel crollo del ponte erano presenti.
A questa edizione ha partecipato il maggior numero di atleti della storia della manifestazione, più di 900 rappresentanti degli Stati Uniti, quasi 500 australiani e più di 2000 israeliani, per un totale superiore ai 5000 atleti.

### In Europa
In europa si svolgono i Giochi europei Maccabi (European Maccabi Games).
Edizioni:
- XII - 2007: Roma European Maccabi Games - Roma 2007, su maccabi.it.
- XIV - 2015: Berlino
- XV - 2019: Budapest

## Associazioni Maccabi nel mondo
- Associazione Maccabi Italia, su maccabi.it.
- U.S. Maccabi, su maccabiusa.com.
- Canada Maccabi, su maccabicanada.com.
- Maccabi Hungary, su maccabi.hu.
- Maccabi Australia, su maccabi.com.au.

Molte istituzioni scolastiche ebraiche del mondo mandano gli studenti più dotati in Israele per partecipare a questi giochi.